# Monoon daclacense
Ni cô sanh (danh pháp khoa học: Monoon daclacense) là loài thực vật có hoa thuộc họ Na. Loài này được Nguyễn Tiến Bân mô tả khoa học đầu tiên năm 2000 dưới danh pháp Enicosanthum daclacense. Năm 2012, Bine Xue et al. chuyển nó sang chi Monoon.